# Nathan Ferguson
Nathan Kirk-Patrick Ferguson (ur. 6 października 2000 w Birmingham) – angielski piłkarz jamajskiego pochodzenia występujący na pozycji obrońcy w angielskim klubie Crystal Palace. Wychowanek West Bromwich Albion. Młodzieżowy reprezentant Anglii.